# Крадин, Николай Николаевич
Никола́й Никола́евич Кра́дин (род. 17 апреля 1962 года, пос. Онохой, Заиграевский район, Бурятская АССР) — советский и российский историк, археолог, антрополог, обществовед, теоретик государства. Директор Института истории, археологии и этнографии народов Дальнего Востока ДВО РАН (с 2017), академик РАН (2022, член-корреспондент с 2011). Доктор исторических наук, профессор.

## Биография
Николай Николаевич Крадин родился 17 апреля 1962 года в посёлке Онохой Заиграевского района Бурятской АССР в семье историка архитектуры, позднее члена-корреспондента РААСН Николая Петровича Крадина. Детство будущего учёного прошло в Ленинграде, где отец Николая проходил обучение на архитектурном факультете Института живописи, скульптуры и архитектуры им. И. Е. Репина Академии художеств СССР. В 1969 году Николай пошёл в школу. После окончания обучения отца в Академии художеств переехал вместе с родителями в Хабаровск, где в 1979 году окончил среднюю школу № 34. В 1980 году Крадин поступил на дневное отделение исторического факультета Иркутского государственного университета, которое окончил в 1985 году.
С 1985 года Н. Н. Крадин работает в Институте истории, археологии и этнографии народов Дальнего Востока ДВО АН СССР. В 1990 году досрочно за год до окончания аспирантуры в специализированном совете при Институте истории, археологии и этнографии народов Дальнего Востока защитил кандидатскую диссертацию на тему «Социально-экономические отношения у кочевников (Современное состояние проблемы и её роль в изучении средневекового Дальнего Востока)». Научный руководитель — д. и. н. Э. В. Шавкунов. В 1999 году в Санкт-Петербургском филиале Института востоковедения РАН Николай Крадин защитил докторскую диссертацию на тему «Империя Хунну (структура общества и власти)». В 2001 году ему было присвоено звание профессора по кафедре социальной антропологии. 22 декабря 2011 года был избран членом-корреспондентом РАН, а 1 июня 2022 года академиком РАН по Отделению историко-филологических наук.
Преподавательскую деятельность начал в 1994‑1995 годах на кафедре всеобщей истории Уссурийского государственного педагогического института, с 1996 по 2011 год преподавал в Дальневосточном государственном технических университете (ДВГТУ), а с 2000 по 2011 год — в Дальневосточном государственном университете (ДВГУ). В ДВГТУ в 1999‑2011 руководил первой на Дальнем Востоке кафедрой социальной антропологии, а после объединения этих вузов в Дальневосточный федеральный университет с 2011 по 2016 год Н. Н. Крадин возглавлял в нём кафедру всеобщей истории, археологии и антропологии. С 2016 года был профессором Департамента истории и археологии Школы искусств и гуманитарных наук Дальневосточного федерального университета. Читал также лекции в университетах Монголии, Китая, Чехии, Франции и Германии.
С 2017 г. — Врио директора Института истории, археологии и этнографии народов Дальнего Востока ДВО РАН, в 2019 году избран директором Института.
Н. Н. Крадин является членом президиума Ассоциации антропологов и этнологов России, а также главным редактором «Трудов Института истории, археологии и этнографии ДВО РАН» и журнала «Мультидисциплинарные исследования в археологии», членом редакционных советов и редколлегий рецензируемых научных журналов «Археология, этнография и антропология Евразии», «Вестник Санкт-Петербургского университета. Серия 13. Востоковедение, африканистика», «Archaeological Research in Asia», «Журнал социологии и социальной антропологии», «Вестник Новосибирского государственного университета. Серия: История. Филология», «Краткие сообщения Института археологии», Social Evolution & History и др.

## Научные интересы и вклад в науку
Основные научные интересы Н. Н. Крадина связаны с изучением кочевничества (номадизма). В этой области учёным была выдвинута теория самостоятельного пути эволюции обществ кочевников-скотоводов, которая была изложена в его монографии «Кочевые общества» (1992). Крадину удалось создать целостную теорию особого экзополитарного (от греч. «экзо» — наружу и «полития» — суверенное общество, государство) способа производства, под которым подразумевалось, что наиболее крупные общества кочевников основывались на различных способах внешней эксплуатации земледельческих обществ (набеги, вымогание даров, завоевания и др.). Позднее он стал использовать другой термин — «ксенократия». В последующие годы эти идеи, но уже с других методологических позиций были развиты в его книгах и статьях, посвящённых наиболее крупным обществам кочевников, так называемым «кочевым империям» — хунну, киданям, монголам и др. По сути дела им была разработана целостная теория кочевых империй, которая была воплощена в серии монографий.
Н. Н. Крадин известен не только как историк, но и как антрополог (этнолог) и археолог. Он проводил этнографические исследования в Бурятии, Монголии, Туве, Китае, на Дальнем Востоке России, вёл археологические исследования в Приморье, Приамурье, Забайкалье и Монголии. Особо важный вклад был сделан в изучение городской культуры кочевых империй. С 2004 г. под руководством Н. Н. Крадина ведутся раскопки древних и средневековых городов кочевых империй (хунну, уйгуров, киданей, монголов). В 2011 г. была опубликована книга «Киданьский город Чинтолгой-балгас», в которой были суммированы результаты изучения этого уникального археологического памятника эпохи империи Ляо, расположенного на территории Монголии. В Забайкалье им раскапываются такие всемирно известные памятники, как Иволгинское городище, Хирхиринское городище и Кондуйский городок. В 2019 г. была опубликована коллективная монография о северо-восточном вале Чингисхана, в которой суммированы результаты исследования этого уникального памятника и сделан вывод о том, что вал и синхронные ему полсотни городищ были построены во время империи Ляо.
Помимо изучения степных обществ Евразии Н. Н. Крадин занимается разработкой теоретических вопросов исторической науки (в частности он известен своими публикациями в области мир-системного анализа), он внёс большой вклад в теорию происхождения государства и политическую антропологию. В этой области Н. Н. Крадиным впервые было предложено понятие «суперсложного вождества» как особой формы социально-политической организации кочевников, не встречающейся у оседлых земледельческих народов. Его учебник «Политическая антропология», ставший лучшим учебником по этой дисциплине, неоднократно переиздавался (2001—2011 гг.).

### Теория социальной эволюции

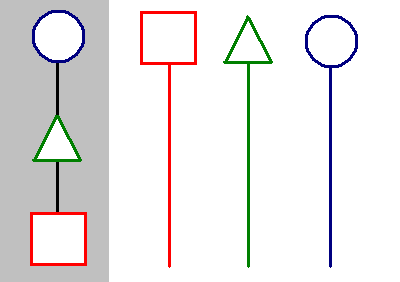
Схематическое изображение однолинейной (слева) и многолинейной (справа) эволюции

В этой области Крадин известен прежде всего разработанной им совместно с А. В. Коротаевым и В. А. Лыншей теорией многолинейной социальной эволюции. Эта теория исходит из того, что имеет смысл говорить не о линиях эволюции, а о непрерывном эволюционном поле. При этом в рамках этого поля мы вовсе не наблюдаем такой ситуации, при которой движение в любом направлении возможно в равной степени. Движение в некоторых направлениях в его рамках оказывается в принципе невозможным, в то время как движение в одном направлении будет менее вероятным, чем в другом.
Н. Н. Крадиным эти идеи разработаны применительно к обществам кочевников-скотоводов.

## Награды
- Лауреат премии Европейской академии для молодых учёных (1994)
- Лауреат конкурса Фонда содействия отечественной науке для докторов наук РАН (2005)
- Награждён Малой золотой медалью Монгольской Академии Наук за вклад в развитие российско-монгольских научных связей (2006)
- Награждён Медалью в честь 800-летия монгольской государственности (2006)
- Ведущий деятель науки Монголии (2008)
- Награжден медалью Российской академии архитектуры и строительных наук за коллективную монографию «Градостроительство Сибири» (в соавторстве, 2012)
- Награждён монгольским Орденом Полярной звезды (2018)
- Награжден медалью имени академика Х.Д. Френа «За выдающиеся работы в области востоковедения» (2022)
- Почетный член Академии наук Республики Татарстан (2023)
- Награжден юбилейной медалью «300 лет РАН» (2024)
- Награжден медалью имени академика И.Ю. Крачковского за достижения в области востоковедения (2024)
- Награжден Большой Серебряной медалью Российского исторического общества (2024)

## Основные работы
Автор более 600 научных публикаций, в том числе 47 коллективных книг и 14 монографий:
1. Крадин Н. Н. Социально-экономические отношения у кочевников в советской исторической литературе. Владивосток, 1987. 161 с.
2. Крадин Н. Н. Кочевые общества. Владивосток: Дальнаука, 1992. 240 с.
3. Крадин Н. Н. Империя Хунну. Владивосток: Дальнаука, 1996. 164 с. 2-е изд. перераб. и доп. М.: Логос, 2001/2002. 312 с. 3-е изд. на монг. яз. Хүннү эзэнт улс. Улаанбаатар: Coёмбо принтинг, 2012. 313 c. 4-е изд., перераб. и доп. СПб.: Издательство Олега Абышко, 2020. 304 с.
4. Крадин Н. Н. Политическая антропология: Учебное пособие. М.: Ладомир, 2001, 213 с. 2-е изд. перераб. и доп. Политическая антропология: Учебник. М.: Логос, 2004, 270 с. 3-е изд. М.: Логос, 2010, 2011. 270 с.
5. Крадин Н. Н. Данилов С. В., Коновалов П. Б. Социальная структура хунну Забайкалья. Владивосток: Дальнаука, 2004. 106 с.
6. Крадин Н. Н., Скрынникова Т. Д. Империя Чингис-хана. М.: Восточная литература РАН, 2006. 557 с. 2-е изд., доп. М.: Академический проект, 2022. 598 с.
7. Крадин Н. Н. Кочевники Евразии. Алматы: Дайк-Пресс, 2007. 416 с.
8. Очир А., Крадин Н. Н., Ивлиев А. Л. и др. Археологические исследования на городище Чинтолгой. Улан-Батор, 2008. 270 с. (на русс. и монг. языках).
9. Крадин Н. Н., Ивлиев А. Л., Очир А., Васютин С. А., Данилов С. В., Никитин Ю. Г., Эрдэнэболд Л. Киданьский город Чинтолгой-балгас. М.: Восточная литература, 2011. 173 с.
10. Крадин Н. Н. Кочевники Великой степи и Великое переселение народов // Всемирная история. В 6 томах / гл. ред. А. О. Чубарьян. Институт всеобщей истории РАН. — М.: Наука, 2012. — Т. 2: Средневековые цивилизации Запада и Востока / отв. ред. тома П. Ю. Уваров. — С. 71—83. — 894 с. — 1000 экз. — ISBN 978-5-02-037560-4.
11. Крадин Н. Н. Тюркский каганат и его преемники // Всемирная история. В 6 томах / гл. ред. А. О. Чубарьян. Институт всеобщей истории РАН. — М.: Наука, 2012. — Т. 2: Средневековые цивилизации Запада и Востока / отв. ред. тома П. Ю. Уваров. — С. 273—281. — 894 с. — 1000 экз. — ISBN 978-5-02-037560-4.
12. Крадин Н. Н. Соседи Поднебесной: Корея, Бохай, Тибет // Всемирная история. В 6 томах / гл. ред. А. О. Чубарьян. Институт всеобщей истории РАН. — М.: Наука, 2012. — Т. 2: Средневековые цивилизации Запада и Востока / отв. ред. тома П. Ю. Уваров. — С. 298—305. — 894 с. — 1000 экз. — ISBN 978-5-02-037560-4.
13. Крадин Н. Н. Наследники тюрок на просторах Евразии // Всемирная история. В 6 томах / гл. ред. А. О. Чубарьян. Институт всеобщей истории РАН. — М.: Наука, 2012. — Т. 2: Средневековые цивилизации Запада и Востока / отв. ред. тома П. Ю. Уваров. — С. 342—348. — 894 с. — 1000 экз. — ISBN 978-5-02-037560-4.
14. Крадин Н. Н. Кочевые империи и Завоевательный путь политогенеза (кочевники и земледельцы) // Всемирная история. В 6 томах / гл. ред. А. О. Чубарьян. Институт всеобщей истории РАН. — М.: Наука, 2012. — Т. 2: Средневековые цивилизации Запада и Востока / отв. ред. тома П. Ю. Уваров. — С. 490—498. — 894 с. — 1000 экз. — ISBN 978-5-02-037560-4.
15. Крадин Н. Н. Монгольская империя, её улусы и наследие // Всемирная история. В 6 томах / гл. ред. А. О. Чубарьян. Институт всеобщей истории РАН. — М.: Наука, 2012. — Т. 2: Средневековые цивилизации Запада и Востока / отв. ред. тома П. Ю. Уваров. — С. 611—633. — 894 с. — 1000 экз. — ISBN 978-5-02-037560-4.
16. Kradin N. N. Nomads of Inner Asia in Transition. Moscow: URSS, 2014. 304 p.
17. Крадин Н. Н., Ивлиев А. Л. История киданьской империи Ляо (907—1125). М.: Наука Вост. лит., 2014. 351 с.
18. Алексеев В. В., Крадин Н. Н., Коротаев А. В., Гринин Л. Е. Теория и методология истории. — Волгоград: Учитель, 2014.
19. Города средневековых империй Дальнего Востока / отв. ред. Н. Н. Крадин. М. : Изд-во Вост. лит., 2018. 367 с.
20. Кочевые империи Евразии: особенности исторической динамики. М.: Наука — Вост. лит., 2019. 503 с.
21. Крадин Н. Н, Харинский А. В., Прокопец С. Д., Ивлиев А. Л., Ковычев Е. В., Эрдэнэболд Л. Великая киданьская стена: Северо-восточный вал Чингис-хана. М.: Наука — Вост. лит., 2019. 168 с.
22. Крадин Н. Н. Кочевники и всемирная история. СПб.: «Издательство Олега Абышко», 2020. 416 с.
23. Крадин Н. Н. Происхождение неравенства, цивилизации и государства. СПб.: Издательство Олега Абышко, 2021. 336 с.

## Семья
Жена — Татьяна Зиновьевна Позняк, кандидат исторических наук, доцент. Есть дочь.